# 上總中川站
上總中川站（日语：／ Kazusa-Nakagawa eki */?）是位於千葉縣夷隅市行川，夷隅鐵道的夷隅線車站。車站及路軌大致與國道465號並行。

## 車站構造
車站位於國道上的民居內，現時採用簡易車站模式運作，不設站房，要從國道上的斑馬線旁、沿進入民居中的小路才可到達。在小路入口處及候車亭外均掛有由上一手獲得冠名權的「Nigo」所製作的樹幹木板站牌，不過原來的副站名已被封箱膠紙所遮蓋。進入後即為月台範圍。

### 命名權
最初由地元店舖 Cafe NIGO（隱山之咖啡店&畫廊）於2019年取得此站冠名權，並採用其店名NIGO為副站名。該店與車站相距超過2公里，經國道465號轉入千葉縣道82號再進入小路後才可到達。因應加入副站名，NIGO為車站入口的站牌及位於月台上的站牌更換為附有副站名的特色樹幹看板，但是，因有傳因特色月台牌站遭受損壞並倒塌、因而提出中止冠名權合約。後來，從事液晶顯示器生產的JAPANNEXT取得了命名權，並於2024年4月1日開始執行新的副站名。

### 月台配置
只設有1面1線的單式月台。列車不可以在此交會。長度約為60米，有效長度為3輛。整個月台就只有近出入口的一個木建的有蓋候車亭，內設有一張過的候車長櫈，以及佈告板。該候車亭由國鐵時代一直使用至今，但亦會定期以漆翻新。
值得一提的是，月台站牌一直都是沿用國鐵時代所遺留下來的標準木製版本。當本站原屬的夷隅町併入成夷隅市後，站牌由千葉県立大多喜高等学校的「美術部」負責翻新；及後城見丘站開業後，夷隅鐵道在原有的站牌上以膠牌更新鄰站名；「Nigo」取得冠名權後，又再原站牌旁邊加建一塊自家製造的月台站牌，但不足一年卻遭損壞，而原有的站牌也開始出現破爛狀況。大約2021年前後，夷隅鐵道把兩塊月台站牌都移除，並且改以仿照JR東日本的外觀，以金屬板和支架建成新的月台站牌，而當JAPANNEXT獲得了新的冠名權後，亦已更換為最新的名稱。
列車到站時，往上總中野方向為左側上落，往大原方向為右側上落。
| 路線    | 方向 | 目的地               |
| ------- | ---- | -------------------- |
| ■夷隅線 | 上行 | 大原方向             |
| ■夷隅線 | 下行 | 大多喜、上總中野方向 |

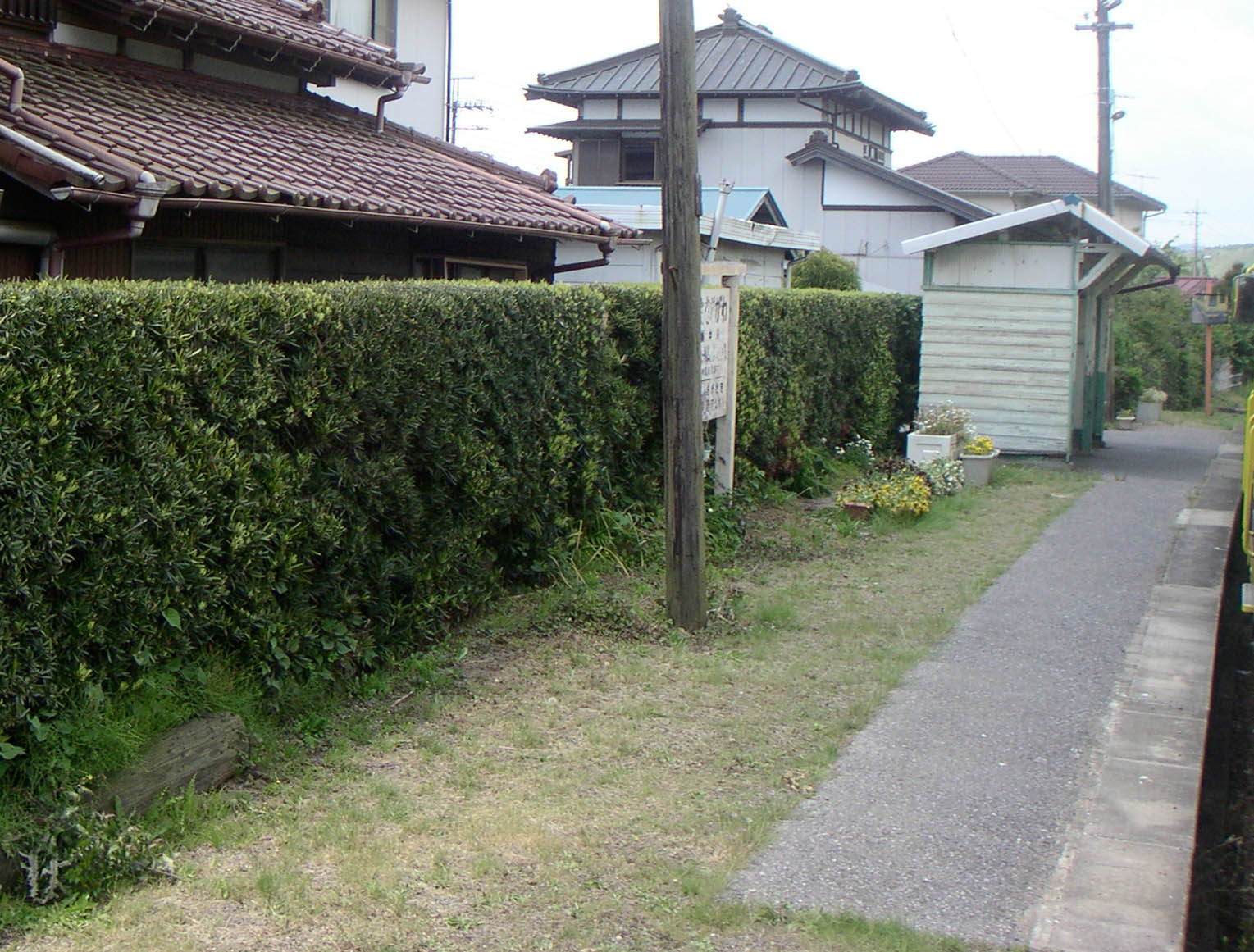
2005年5月時的月台，月台站牌仍為國鐵時代的樣式（當時夷隅市未成立）
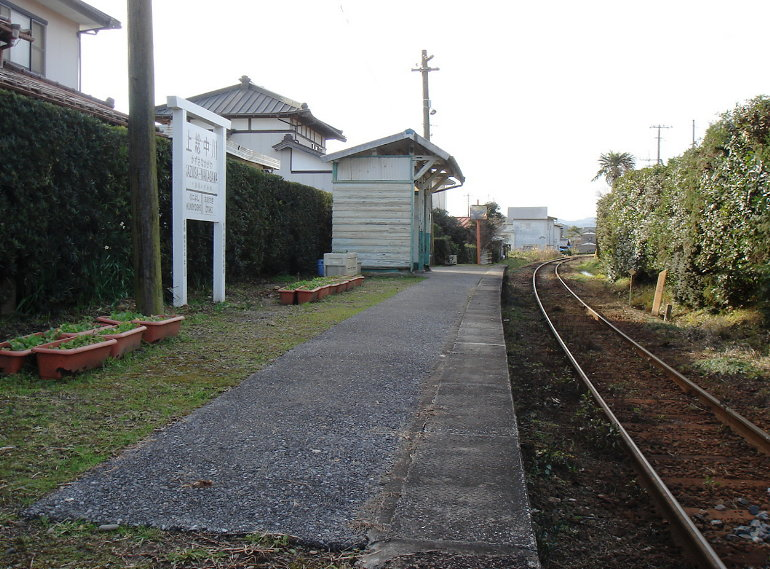
2007年1月時的月台，看以可到月台站牌經翻新、及在支柱底部寫有「寄贈 （有）權家居服務」（ちからホームサービス，左側）及「製作 大多喜高校美術部」（右側）

## 歷史
- 1930年4月1日：國鐵木原線車站啟用，為一般車站[5]。
- 1954年9月16日：結束貨物業務，改為旅客車站[6]，並且降為無人化車站[7]。
- 1987年4月1日：隨國鐵分割民營化，車站由東日本旅客鐵道（JR東日本）營運。
- 1988年3月24日：木原線由夷隅鐵道接管，改為夷隅鐵道夷隅線車站。
- 2024年10月4日：因發生列車脫線事件，全線運休，改以代替巴士運行[8][9]。

## 使用狀況
車站位於所屬大字的中心區，民居亦集中，但使用量卻一直偏低。以下為近年一日平均乘車人次變化：
| 年度 | 一日平均 乘車人次 | 出處        |
| ---- | ----------------- | ----------- |
| 2007 | 25                | [ 統計 1 ]  |
| 2008 | 20                | [ 統計 2 ]  |
| 2009 | 17                | [ 統計 3 ]  |
| 2010 | 12                | [ 統計 4 ]  |
| 2011 | 16                | [ 統計 5 ]  |
| 2012 | 14                | [ 統計 6 ]  |
| 2013 | 10                | [ 統計 7 ]  |
| 2014 | 8                 | [ 統計 8 ]  |
| 2015 | 8                 | [ 統計 9 ]  |
| 2016 | 8                 | [ 統計 10 ] |
| 2017 | 9                 | [ 統計 11 ] |
| 2018 | 10                | [ 統計 12 ] |
| 2019 | 12                | [ 統計 13 ] |
| 2020 | 13                | [ 統計 14 ] |
| 2021 | 10                | [ 統計 15 ] |
| 2022 | 13                | [ 統計 16 ] |

## 車站周邊

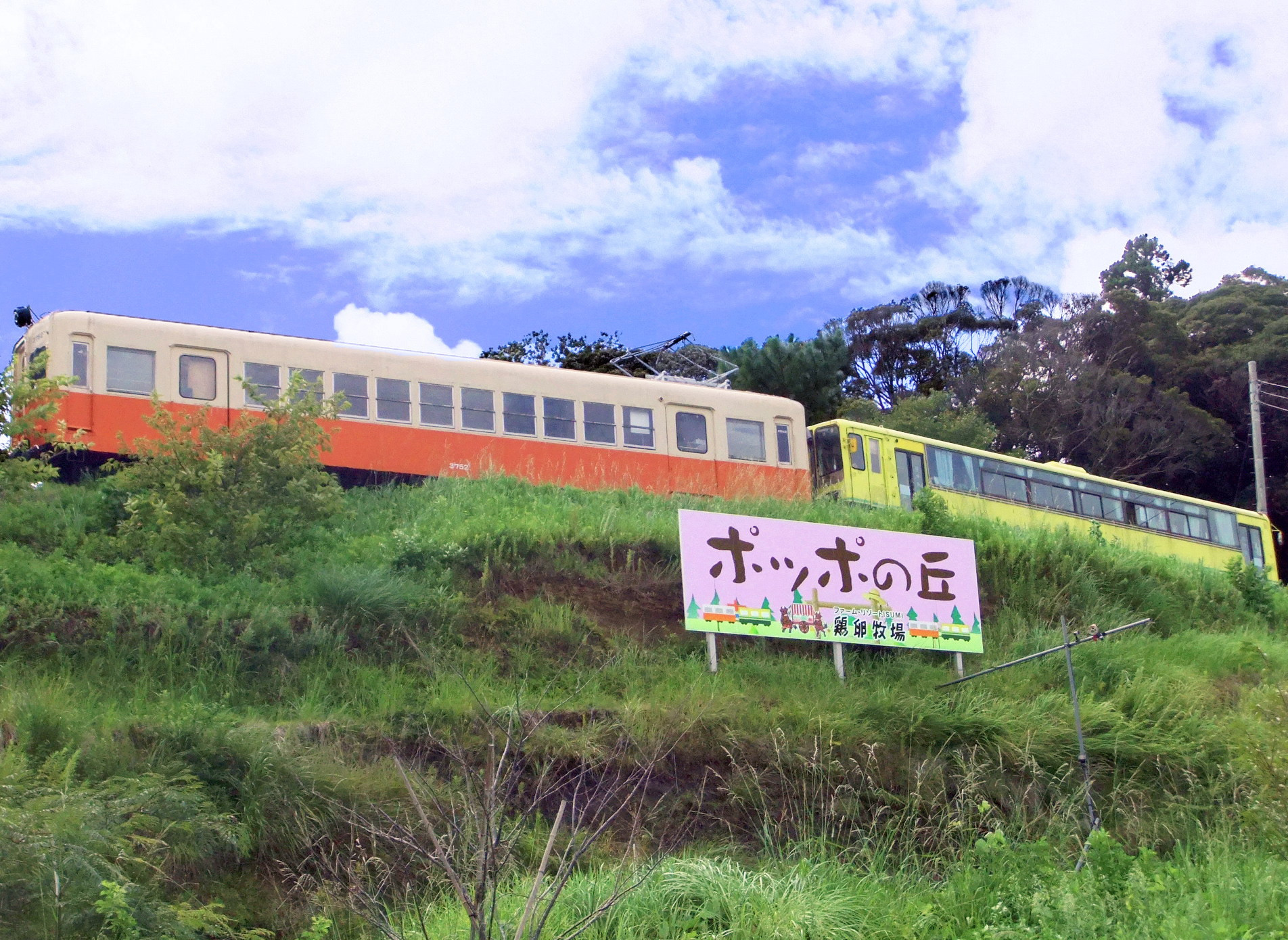
波波丘

- 國道465號（日语：国道465号）
- 千葉縣道82號天津小湊夷隅線（日语：千葉県道82号天津小湊夷隅線）
- 千葉縣道151號夷隅瑞澤線（日语：千葉県道151号夷隅瑞沢線）
- 札森櫻花街道
- 夷隅警署中川駐在所
- 夷隅地域多目的研修中心
- 大野下區農村協同會館
- 夷隅市立夷隅小學（臨時校舍）
- 妙泉寺（日语：妙泉寺 (いすみ市)）
- 荒木根水壩
- 波波丘（日语：ポッポの丘）
- ABC夷隅高爾夫球場
- 萬木城鄉村俱樂部

## 相鄰車站
夷隅鐵道
■夷隅線
國吉－上總中川－城見丘

### 附注
1. ↑  參考Google Map上於2020年8月拍攝的一張相片，可以看到由Nigo所製作的月台站牌整塊從支架中倒下來。

### 統計資料
1. ↑  千葉縣統計年鑑（平成20年） （页面存档备份，存于）（日語）
2. ↑  千葉縣統計年鑑（平成21年） （页面存档备份，存于）（日語）
3. ↑  千葉縣統計年鑑（平成22年） （页面存档备份，存于）（日語）
4. ↑  千葉縣統計年鑑（平成23年） （页面存档备份，存于）（日語）
5. ↑  千葉縣統計年鑑（平成24年） （页面存档备份，存于）（日語）
6. ↑  千葉縣統計年鑑（平成25年） （页面存档备份，存于）（日語）
7. ↑  千葉縣統計年鑑（平成26年） （页面存档备份，存于）（日語）
8. ↑  千葉縣統計年鑑（平成27年） （页面存档备份，存于）（日語）
9. ↑  千葉縣統計年鑑（平成28年） （页面存档备份，存于）（日語）
10. ↑  千葉縣統計年鑑（平成29年） （页面存档备份，存于）（日語）
11. ↑  千葉縣統計年鑑（平成30年） （页面存档备份，存于）（日語）
12. ↑  千葉縣統計年鑑（令和元年） （页面存档备份，存于）（日語）
13. ↑  .   [2025-04-23]. （原始内容存档于2023-07-25）.
14. ↑  千葉縣統計年鑑（令和3年），11 運輸・通信—111民鉄等駅別1日平均運輸状況（2020(令和2)年度）
15. ↑  千葉縣統計年鑑（令和4年），11 運輸・通信—111民鉄等駅別1日平均運輸状況（2021(令和3)年度）
16. ↑  .   [2025-04-23]. （原始内容存档于2025-01-27）.

## 外部連結
- 夷隅鐵道上總中川站 （页面存档备份，存于） （日語）